# Kreuzdachbildstock (Gefäll, Köhlerstraße 22)

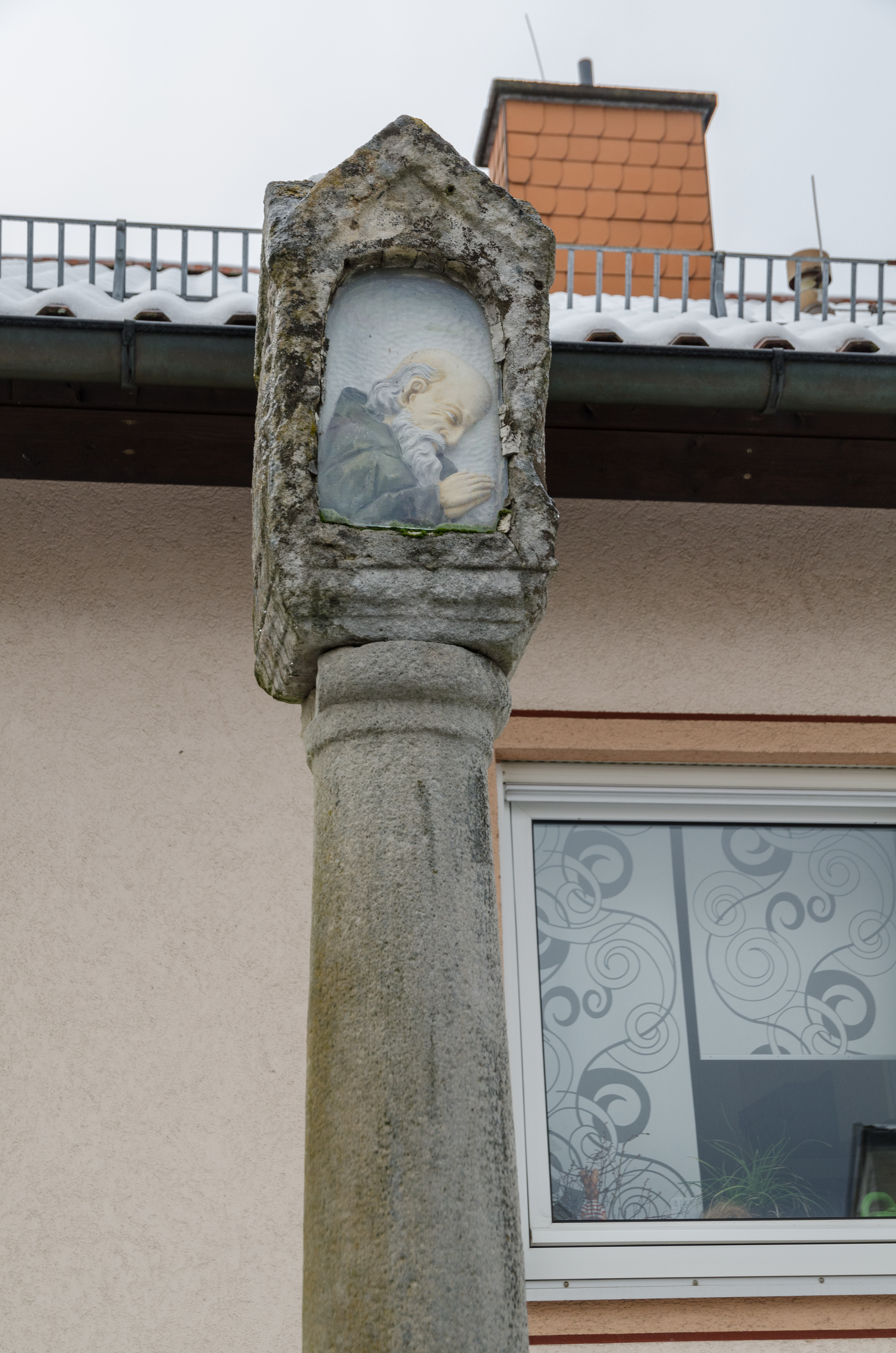
Kreuzdachbildstock in Gefäll, Köhlerstraße 22

Der Kreuzdachbildstock Köhlerstraße 22 ist ein Flurdenkmal in Gefäll, einem Gemeindeteil im Markt Burkardroth im unterfränkischen Landkreis Bad Kissingen. Er befindet sich in der Köhlerstraße 22. Der Bildstock gehört zu den Baudenkmälern von Burkardroth und ist unter der Nummer D-6-72-117-29 in der Bayerischen Denkmalliste registriert.

## Beschreibung
Der 225 cm hohe Kreuzdachbildstock besteht aus grauem Sandstein und wurde im Jahr 1678 geschaffen.
Auf einem versenkten Fundament befindet sich ein 68 cm hoher prismatischer Schaftsockel (Abmessungen: 24 cm × 24 cm) mit einem konischen Schaft und einem aufgesetzten Kreuzdachhaus. Er hat ein Gurtband unten und oben; dazwischen Zierfelder. Die Gurtbänder bestehen aus Platte, Kehle, Wulst, Falz und Platte. Schaft: H = 104 cm; Basiswulst: 7 cm; Kapitellring 3 cm; Kapitellwulst: 6 cm; Durchmesser unten: 22 cm; Durchmesser oben: 18 cm.
Das Kreuzdachhaus ist 60 cm hoch; die Konsole ist mehrgliedrig (7 cm); der Querschnitt beträgt 28 cm × 25 cm.
Die Sockelzier besteht aus:
a) Vierblatt

b) Rosette vom Typ „Waldfenster“

c) Vierblatt

d) Rosette vom Typ „Waldfenster“

Die Kreuzdachhauszier besteht aus:
a) Bruder Konrad

b) links: im Giebeldreieck Viererpalmette, hängend, darunter IHS-Inschrift mit Kreuz, darunter 1678

c) rechts: Wappen mit Mitra und Kreuz zwischen Vierblättern; Schild geviert: in 1 von Schildmitte wachsend Bischofsstab, in 2 von Schildmitte wachsend Herzogsschwert, in 3 fränkischer Rechen über Vierblatt, in 4 Würzburger Fähnlein (schlüsselartig), unten Vierblatt

d) Golgathakreuz, umrahmt von Girlandenbögen. Inschrift: "AEM".